# San Xiao (Valdoviño)
San Xiao es un lugar de la parroquia de Pantín situado en el municipio de Valdoviño, comarca de Ferrol, en la provincia de La Coruña.  En 2023 contaba con una población total de 22 habitantes, compuesta por 14 hombres y ocho mujeres.